# Nieul-sur-l'Autise
Pour les articles homonymes, voir Nieul (homonymie).
Nieul-sur-l'Autise est une ancienne commune française située dans le département de la Vendée, en région Pays de la Loire, faisant partie de la commune nouvelle de Rives-d'Autise depuis 2019.

## Géographie
Le territoire municipal de Nieul-sur-l'Autise s'étend sur 2 274 hectares. L'altitude moyenne de la commune est de 29 mètres, avec des niveaux fluctuant entre 6 et 58 mètres,. 

## Toponymie
Niolum et Niolium au XIe siècle.
Il s'agit ici d'un toponyme composé dont les deux parties sont d'origine gauloise : novio- : « nouveau » et -ialo : « clairière », mais plus tard -ialo prend aussi le sens d'« habitation », « village ».
Nieul est donc une « nouvelle clairière » ou plus simplement un « nouveau village ».

## Histoire
L'ancienne commune de Denant fut fusionnée avec Nieul-sur-l'Autise sous le nom de Nieul-Denant par ordonnance royale du 3 octobre 1827 et Denant fut supprimée par ordonnance royale du 7 avril 1840.
Lieux-dits de la commune : Puyletard, Sauvéré.

### Préhistoire
Le territoire communal de Nieul-sur-l'Autise est occupé depuis le Paléolithique supérieur comme en témoignent les découvertes de silex taillés réalisées en plusieurs endroits sur le plateau dominant l'Autize. Plusieurs sites datés du Néolithique ont été localisés dont l'enceinte préhistorique de Champ Durand découverte par photographie aérienne par Maurice Marsac et fouillée par Roger Joussaume.
Le dolmen de la Pierre Levée, daté du Néolithique moyen, a fait l'objet d'une étude complète au début des années 1970.

### Époque contemporaine
Le 1er janvier 2019, la commune fusionne avec Oulmes pour former la commune nouvelle de Rives-d'Autise dont la création est actée par un arrêté préfectoral du 4 décembre 2018.

## Politique et administration

### Liste des maires
| Période                                  | Période          | Identité       | Étiquette | Qualité |
| ---------------------------------------- | ---------------- | -------------- | --------- | --- |
| 1977                                     | 2000             | Louis Moinard  | UDF       | Agriculteur Conseiller général, élu dans le canton de Saint-Hilaire-des-Loges (1982-2001) Conseiller régional, élu dans la Vendée (1986-1987) Sénateur, élu dans la Vendée (1987-2004) |
| 5 juin 2000                              | 31 décembre 2018 | Michel Bossard |           | Agriculteur |
| Les données manquantes sont à compléter. |                  |                |           | |

### Liste des maires délégués
| Période        | Période     | Identité        | Étiquette | Qualité                                           |
| -------------- | ----------- | --------------- | --------- | ------------------------------------------------- |
| 7 janvier 2019 | 27 mai 2020 | Michel Bossard  |           | Agriculteur Maire de Rives-d’Autise (depuis 2019) |
| 27 mai 2020,   | En cours    | Mélanie Moinard |           | Assistante sociale                                |

## Démographie

### Évolution démographique
L'évolution du nombre d'habitants est connue à travers les recensements de la population effectués dans la commune depuis 1793. Pour les communes de moins de 10 000 habitants, une enquête de recensement portant sur toute la population est réalisée tous les cinq ans, les populations de référence des années intermédiaires étant quant à elles estimées par interpolation ou extrapolation. Pour la commune, le premier recensement exhaustif entrant dans le cadre du nouveau dispositif a été réalisé en 2007.

En 2016, la commune comptait 1 294 habitants, en évolution de +4,1 % par rapport à 2010 (Vendée : +5,33 %, France hors Mayotte : +2,11 %).
| 1793 | 1800 | 1806 | 1821 | 1831  | 1836  | 1841  | 1846  | 1851  |
| ---- | ---- | ---- | ---- | ----- | ----- | ----- | ----- | ----- |
| 774  | 796  | 749  | 834  | 1 111 | 1 084 | 1 184 | 1 204 | 1 164 |

| 1856  | 1861  | 1866  | 1872  | 1876  | 1881  | 1886  | 1891  | 1896  |
| ----- | ----- | ----- | ----- | ----- | ----- | ----- | ----- | ----- |
| 1 174 | 1 140 | 1 251 | 1 161 | 1 175 | 1 168 | 1 215 | 1 228 | 1 193 |

| 1901  | 1906  | 1911  | 1921  | 1926  | 1931  | 1936  | 1946  | 1954  |
| ----- | ----- | ----- | ----- | ----- | ----- | ----- | ----- | ----- |
| 1 185 | 1 137 | 1 155 | 1 026 | 1 043 | 1 038 | 1 030 | 1 003 | 1 032 |

| 1962 | 1968 | 1975 | 1982 | 1990 | 1999 | 2006  | 2007  | 2012  |
| ---- | ---- | ---- | ---- | ---- | ---- | ----- | ----- | ----- |
| 943  | 917  | 871  | 890  | 943  | 985  | 1 117 | 1 135 | 1 271 |

| 2016  | - | - | - | - | - | - | - | - |
| ----- | - | - | - | - | - | - | - | - |
| 1 294 | - | - | - | - | - | - | - | - |

### Pyramide des âges
La population de la commune est relativement âgée. Le taux de personnes d'un âge supérieur à 60 ans (24,1 %) est en effet supérieur au taux national (21,6 %) tout en étant toutefois inférieur au taux départemental (25,1 %).
À l'instar des répartitions nationale et départementale, la population féminine de la commune est supérieure à la population masculine. Le taux (50,8 %) est du même ordre de grandeur que le taux national (51,6 %).
La répartition de la population de la commune par tranches d'âge est, en 2007, la suivante :
- 49,2 % d’hommes (0 à 14 ans = 24,7 %, 15 à 29 ans = 16,3 %, 30 à 44 ans = 22,4 %, 45 à 59 ans = 16,7 %, plus de 60 ans = 19,9 %) ;
- 50,8 % de femmes (0 à 14 ans = 19,4 %, 15 à 29 ans = 14,9 %, 30 à 44 ans = 21 %, 45 à 59 ans = 16,5 %, plus de 60 ans = 28,3 %).

| Hommes | Classe d’âge | Femmes |
| ------ | ------------ | ------ |
| 0,5    | 90 ans ou +  | 2,8    |
| 7,0    | 75 à 89 ans  | 10,4   |
| 12,4   | 60 à 74 ans  | 15,1   |
| 16,7   | 45 à 59 ans  | 16,5   |
| 22,4   | 30 à 44 ans  | 21,0   |
| 16,3   | 15 à 29 ans  | 14,9   |
| 24,7   | 0 à 14 ans   | 19,4   |

| Hommes | Classe d’âge | Femmes |
| ------ | ------------ | ------ |
| 0,4    | 90 ans ou +  | 1,2    |
| 7,3    | 75 à 89 ans  | 10,6   |
| 14,9   | 60 à 74 ans  | 15,7   |
| 20,9   | 45 à 59 ans  | 20,2   |
| 20,4   | 30 à 44 ans  | 19,3   |
| 17,3   | 15 à 29 ans  | 15,5   |
| 18,9   | 0 à 14 ans   | 17,4   |

## Lieux et monuments

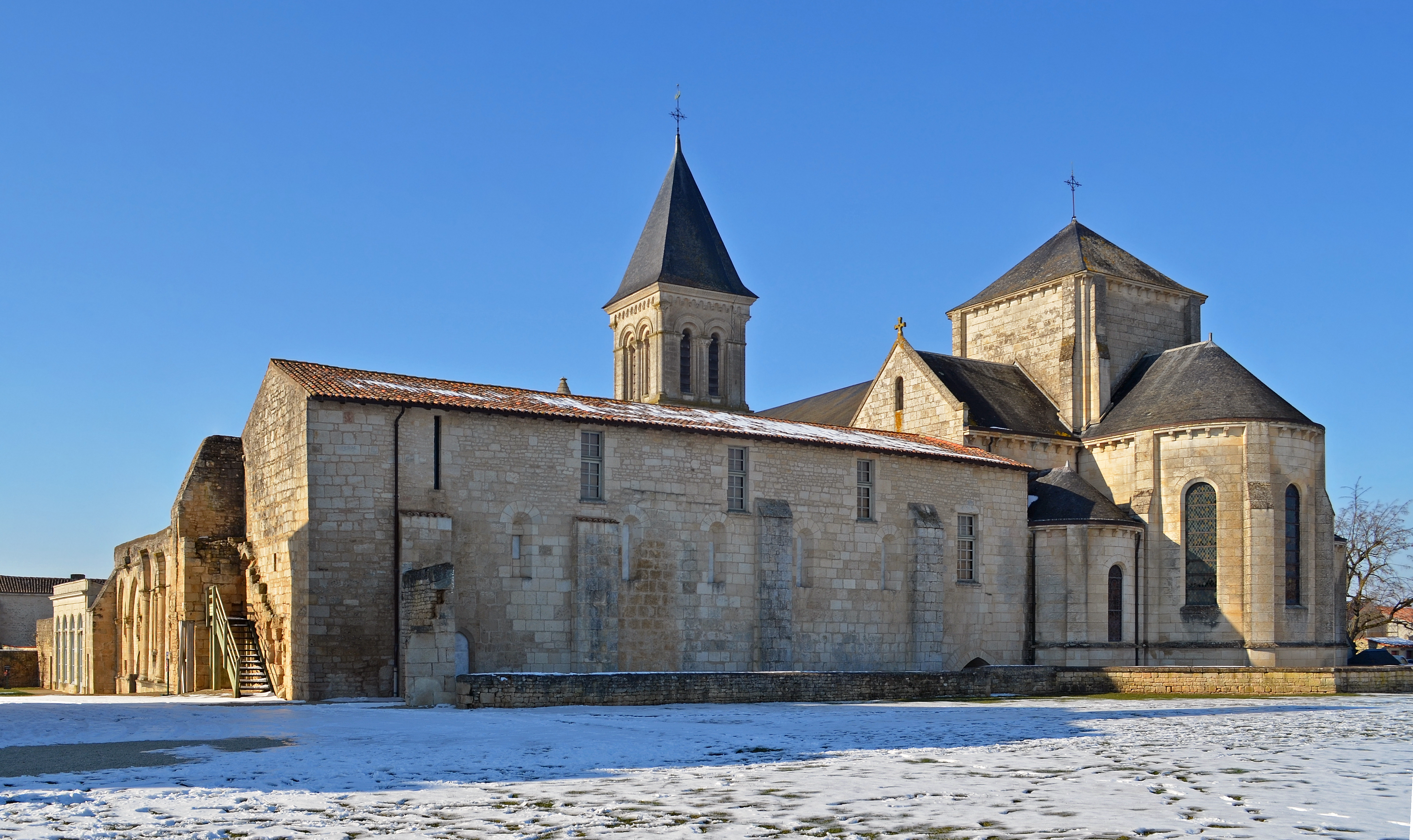
Abbaye royale Saint-Vincent.

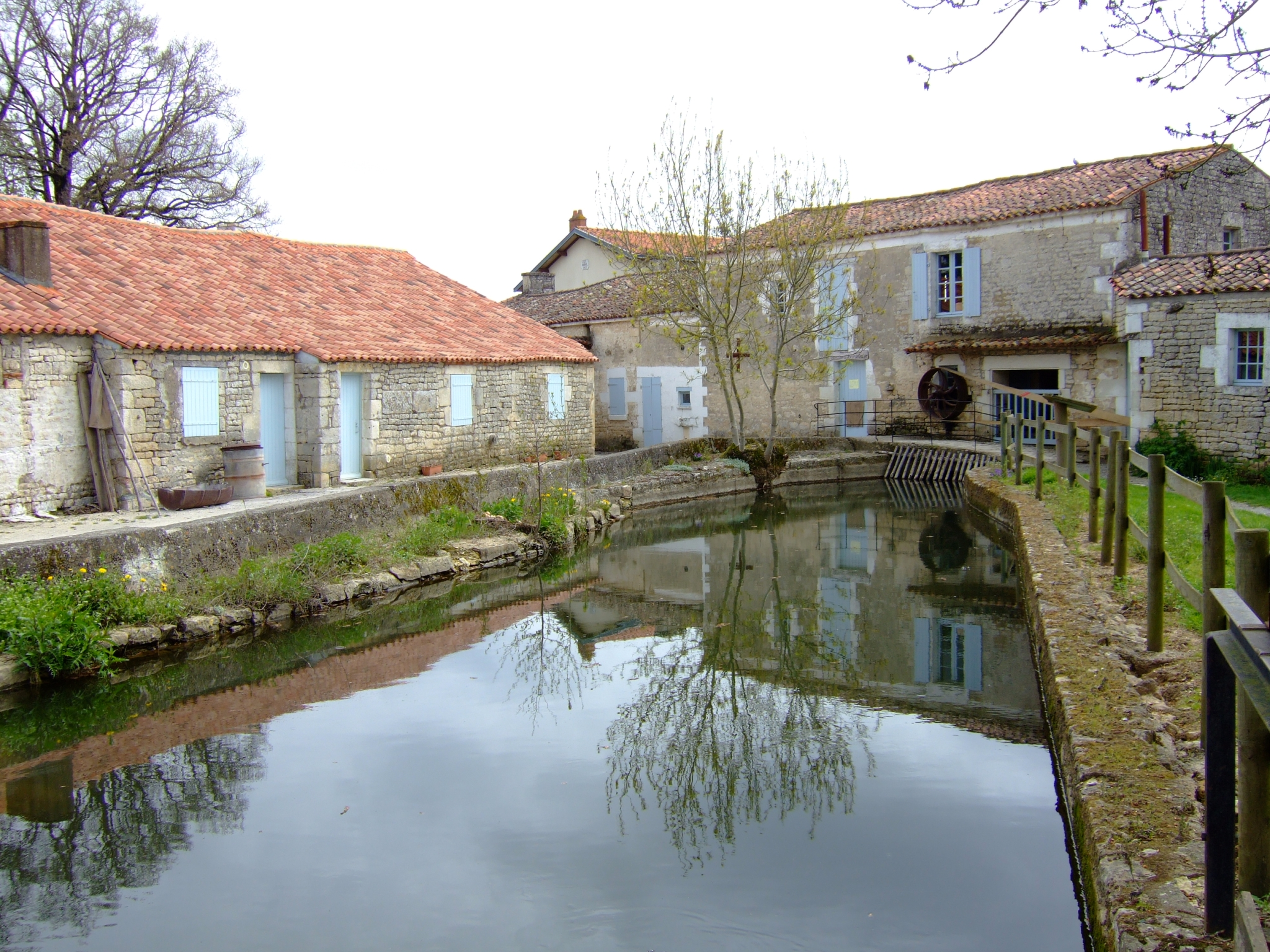
Le moulin à eau.

L'abbaye royale Saint-Vincent est établie au XIe siècle par des chanoines augustins engagés dans les travaux d'assainissement du marais.
De caractère roman poitevin l'ensemble est remarquable mais il a été profondément restauré au XIXe siècle. La construction de la voûte du chœur, sur un terrain mal stabilisé, a provoqué une déformation importante de la verticalité des piliers, compensée par les culées des bas-côtés. Le portail a conservé son caractère initial mais le clocher est un ajout récent qui rompt le caractère roman de l'église.
Le cloître roman attenant avec sa salle capitulaire est un des rares resté intact. L'édifice est classé aux monuments historiques depuis 1862, ajout du cloître en 1875.
Le village abrite aussi une maison de la meunerie dans un moulin à eau restauré, qui assure des animations sur le travail du meunier, elle est située sur la rivière l'Autise. Le moulin, a priori le seul moulin artisanal en activité permanente de la Vendée, produit des farines de meule de haute qualité destinées, d'une part, à un réseau de professionnels de la boulangerie-pâtisserie, d'autre part, à la grande distribution avec une diffusion restreinte. Il fonctionne à l'électricité pendant les périodes d'étiages de la rivière.
L'enceinte préhistorique de Champ Durand est inscrite aux monuments historiques depuis le 26 juillet 1990.
Le parc et le château du Vignaud, maison dite « Empire » de par son architecture date du Premier Empire. Il est utilisé comme centre de loisirs et pour les animations estivales.
L'église Saint-Maixent de Denant, église disparue.

## Personnalités liées à la commune
- Aénor de Châtellerault, (vers 1103-après 1130), mère d'Aliénor d'Aquitaine, duchesse d'Aquitaine, est inhumée dans l'Abbaye Saint-Vincent.
- Aliénor d'Aquitaine (vers 1122 ou 1124-1204), duchesse d'Aquitaine, reine de France puis d'Angleterre y serait née, aucun document pour l'instant ne le prouve, plutôt qu'à Poitiers ou à Bordeaux comme des biographies modernes le supposent mais c'est fort possible comme aiment le signaler des brochures touristiques.
- Louis Moinard (1930-2023), homme politique y est né et est élu maire de la commune puis est devenu sénateur.
- Franck Jalleau (1962-2025), créateur de caractères y est né.

## Évènements
- Fête de la Meunerie, week-end de la Pentecôte tous les deux ans (fête traditionnelle dans le parc du Vignaud : école de 1900, village africain, etc.).
- « Nieul, village de Lumière », animations (spectacles de danses, de capes et d'épées, de musiques, bal traditionnel) dans le bourg et le parc du Vignaud avec illuminations des rues et monuments comme des projections d'images habillant l'abbatiale Saint-Vincent.